# 三好為吉
三好 為吉（三好 爲吉、みよし ためきち、1864年2月22日〈元治元年1月15日〉 - 1932年〈昭和7年〉1月7日）は、日本の医師（内科外科、三好医院）、政治家。広島市会議員。有限責任白島信用組合理事。族籍は広島県平民。

## 経歴
1884年、試験に及第する。1886年、広島県立病院医員兼広島監獄医。1890年、広島県検疫医。1892年より1895年迄上田病院医員及び広島県梅院検疫医検査医勤務、その間に内外婦人科眼科助手等各歴任。
1888年、東白島町に開業する。日清戦役の際に東白島町在留海軍の軍楽隊診査医を嘱託される。1902年、広島市会議員に当選。1904年、軍人待遇議員及び傷病兵慰問委員。
1912年、公共事業の功により木杯下賜、さらに軍人待遇会の功により木杯を受く。1925年、有限責任白島信用組合理事に就任する。東白島町衛生組長である。

## 人物
趣味は詩歌、書画。住所は広島市東白島町。